# Artur Łącki
Artur Jarosław Łącki (ur. 5 grudnia 1961 w Trzebiatowie) – polski przedsiębiorca, samorządowiec i polityk, poseł na Sejm IX i X kadencji (od 2019).

## Życiorys
Ukończył Liceum Ogólnokształcące im. Bolesława Chrobrego w Gryficach. W 2001 został absolwentem prawa na Uniwersytecie Szczecińskim. Od 1982 do 2002 zajmował się prowadzeniem własnej działalności gospodarczej w branży turystycznej w Rewalu. Został też wiceprezesem Zachodniopomorskiego Związku Piłki Nożnej. Od 1994 był członkiem rady sołeckiej, a od 1998 radnym gminy Rewal. W 2002 i 2006 uzyskiwał mandat radnego powiatu gryfickiego, zasiadał w zarządzie powiatu.
Został działaczem Platformy Obywatelskiej, kierował jej strukturami w powiecie, a od 2003 zasiadał we władzach wojewódzkich. Z jej ramienia w 2010, 2014 i 2018 wybierany do sejmiku zachodniopomorskiego. Objął funkcję przewodniczącego klubu radnych Koalicji Obywatelskiej. Bez powodzenia kandydował do Sejmu w 2005 i do Europarlamentu w 2014. W wyborach w 2019 z listy KO uzyskał mandat posła na Sejm IX kadencji z okręgu szczecińskiego, otrzymując 5668 głosów. W wyborach w 2023 z powodzeniem ubiegał się o reelekcję (z wynikiem 6100 głosów).
Został najbogatszym posłem w Sejmie X kadencji; według portalu Fakt.pl jego majątek za 2023 był wyceniony na ponad 70 milionów złotych. Nie został posłem zawodowym, w trakcie IX kadencji Sejmu deklarując dochody z najmu i zatrudnienia jako kierownik ds. marketingu w ośrodku wczasowym.

## Wyniki wyborcze
| Wybory | Komitet wyborczy                                    | Komitet wyborczy                         | Organ                    | Okręg                                               | Wynik          |
| ------ | --------------------------------------------------- | ---------------------------------------- | ------------------------ | --------------------------------------------------- | -------------- |
| 2002   |                                                     | KWW Samorządowy Komitet Wyborczy „RAZEM” | Rada Powiatu Gryfickiego | nr 2                                                | 427 (6,03%)    |
| 2005   |                                                     | Platforma Obywatelska                    | Sejm V kadencji          | nr 41                                               | 1583 (1,82%)   |
| 2006   | Rada Powiatu Gryfickiego                            | Platforma Obywatelska                    | nr 2                     | 189 (1,77%)                                         |                |
| 2010   | Sejmik Województwa Zachodniopomorskiego IV kadencji | Platforma Obywatelska                    | nr 2                     | 6422 (6,98%)                                        |                |
| 2014   | Parlament Europejski VIII kadencji                  | Platforma Obywatelska                    | nr 13                    | 2076 (0,49%)                                        |                |
| 2014   | Sejmik Województwa Zachodniopomorskiego V kadencji  | Platforma Obywatelska                    | nr 2                     | 4972 (6,17%)                                        |                |
| 2018   |                                                     | Koalicja Obywatelska                     | nr 2                     | Sejmik Województwa Zachodniopomorskiego VI kadencji | 10 048 (9,90%) |
| 2019   | Sejm IX kadencji                                    | Koalicja Obywatelska                     | nr 41                    | 5668 (1,20%)                                        |                |
| 2023   | Sejm X kadencji                                     | Koalicja Obywatelska                     | nr 41                    | 6100 (1,10%)                                        |                |